# Цветовой круг

Цветовой круг по Иоханнесу Иттену (1961)

Цветовой круг — способ представления цветов видимого спектра в условной форме, обозначающей различные цветовые модели. Секторы круга представляют определяемые цвета, размещённые в порядке условно близком к расположению в спектре видимого света, причём в круг добавлен условный пурпурный цвет, который связывает крайние спектральные цвета.
Цветовые круги (их несколько и их появление связано с появлением различных теорий цвета начиная с XVII–XVIII вв. — мистические теории и физические теории) мнемоническое правило, которое помогает ориентироваться в пространстве цветов, и отображать схематично различные цветовые модели. Как правило, цвета, представленные в круге, — условные цвета максимальной цветовой насыщенности, выбранные из поля цветового охвата цветовой модели. В модели RYB цвета в цветовом круге — это своего рода символы цветов, условные обозначения цветов без учёта их измеряемых характеристик. Для дизайнеров — цветовой круг построен на цветовой модели HSB.

## Виды цветовых кругов

Цветовой круг с чередующимися цветами

Восьмисекторный цветовой круг

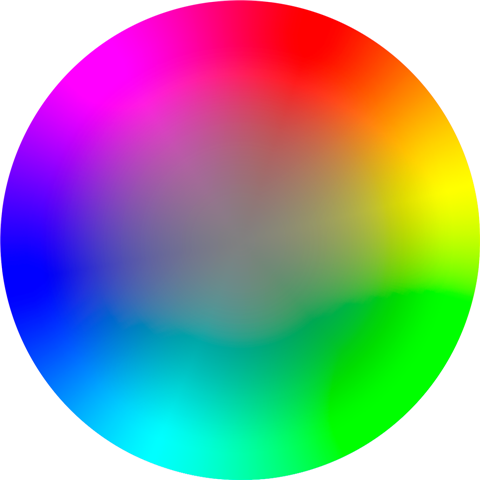
Цветовой круг [https://www.chnspec.net/ru/Russian/What-is-the-Lab-Color-Space-LCh.html RGB

Первый цветовой круг появился вместе с ранними мистическими теориями цвета. Он присутствует в трудах мистиков и физиков-исследователей XVII–XX вв.: Гёте, Иттена (мистика), Ньютона, Манселла, Филда (физика). Мистические традиционные цветовые круги применялись на практике в живописи и были первой ненаучной попыткой объяснить, как взаимодействуют красители. Так, по теории Гёте, цвета происходили от противостояния света и тьмы, и первыми из этого столкновения появлялись цвета первого порядка — их называют первичными. Это красный (Red), жёлтый (Yellow) и синий (Blue) (RYB) цвета. Цветовой круг цветового пространства RYB — это условный круг модели с существенно ограниченным цветовым охватом (это видно, если наложить цветовой охват RYB на цветовой охват LAB и RGB). В учебных учреждениях, лояльных к мистическому учению Гёте, он до сих пор изучается в теории цвета, используется художниками и дизайнерами при подборе весьма приблизительных цветовых схем. Современная теория цвета представлена несколькими цветовыми моделями и соответствующим им кругами — например, RGB (а также другими цветовыми моделями разработки CIE laboratory, например, LAB и другими использующимися в промышленности для точного измерения цвета). В основе RGB — модель описания цветового пространства на базе опорных цветов (красного, зелёного и синего). Цветовой круг RGB заметно отличается от круга RYB цветовым охватом (в цветовой модели RYB, а также в цветовом круге RYB отсутствует существенная часть цветового охвата). Более того, в круге RYB представлены не дополнительные цвета, а так называемые «противоположные» или «комплементарные», как их определяет мистическая теория цвета Гёте.

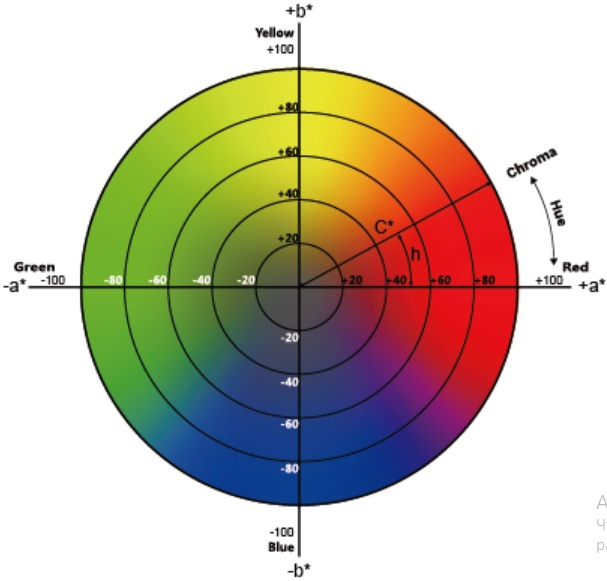
[https://www.chnspec.net/ru/Russian/What-is-the-Lab-Color-Space-LCh.html Цветовой круг Lab/LCh

Один из следов системы RYB в культуре — популярное предубеждение, что красный и зелёный являются дополнительными цветами. В действительности, при аддитивном и субтрактивном синтезах красного и зелёного, результирующие цвета не получаются ахроматическими.
Наиболее распространён восьмисекторный цветовой круг RGB. Он включает 7 цветов радуги и пурпурный. Опорными цветами в этом круге считают красный, зелёный, синий, жёлтый и добавляют к ним четыре «промежуточных» цвета (оранжевый, циановый, фиолетовый и пурпурный). 
В «ньютоновском» цветовом круге напротив располагаются дополнительные цвета. 
В цветовом круге RYB на равном расстоянии друг от друга расположены чередующиеся первичные цвета  (цвета первого порядка — первые появляющиеся из борьбы света и тьмы) и цвета второго порядка, производные от цветов первого порядка. По предположению Гёте, сложение двух первичных цветов даёт вторичный цвет, расположенный между ними.
Пространство Lab/LCh (CIELAB) не идентично пространству RGB. Пространство RGB использует в качестве основных цветов три аддитивных основных цвета: красный, зеленый и синий (H = 0, 120, 240°). Вместо этого пространство Lab/LCh использует четыре цвета: красный, желтый, зеленый и синий (h = 0, 90, 180, 270°) (https://en.wikipedia.org/wiki/CIELAB_color_space). Соответствующим образом отличаются и цветовые круги RGB и Lab/LCh: в цветовом круге Lab/LCh (аналогично "неправильному цветовому кругу Иттена") напротив друг друга расположены красный и зеленый, соответственно желтый и синий.
Если мы говорим о цветах реального мира, то термин "пространство RGB" не совсем верен, так как это пространство привязано к конкретному устройству и поэтому один и тот же "цвет RGB" в разных устройствах может соответствовать разным цветам. Лучше говорить о пространствах, которые лишены такого недостатка, например о SRGB. В связи с тем, что в 2010-х годах в продаже появились дисплеи, которые могут воспроизводить цвета, которые в пространстве sRGB порождают отрицательные значения координат RGB, sRGB и его преобразования в псевдополярные координаты HSB/HSL теряют популярность и уступают место полноценному пространству Lab (CIELAB) и его преобразованию в стандартную полярную систему координат LCh. Поэтому, начиная со второй половины 2020-х годов, тема "какой цветовой круг считать правильным" может стать более востребованной.
Цветовой круг в некоторых эстетических концепциях делят на тёплую и холодную половины. Тёплые цвета: красный, оранжевый, жёлтый и промежуточные оттенки. Холодные цвета: синий, циановый, зелёный и переходные — сине-фиолетовый, сине-зелёный. Другие эстетические концепции предполагают, что бывают «холодный жёлтый», «тёплый синий» и так далее.

## Дополнительные цвета
Пары цветов, расположенные на круге друг напротив друга, в круге RYB называются комплементарными (например, зелёный — красный, жёлтый — фиолетовый, синий — оранжевый), или дополнительными в физических системах RGB
Дополнительные цвета при смешивании дают воспринимаемый ахроматический цвет.
- смешивание двух любых комплементарных цветов в равных пропорциях не даёт нейтральный серый тон (из за ограниченного цветового охвата RYB, наибольшая погрешность в зелено-красной паре RYB);
- смешивание двух любых дополнительных цветов в равных пропорциях даёт нейтральный серый тон;
- дополнительный цвет стимулирует в восприятии смотрящего парный дополнительный и вызывает эффекты последовательного и симультанного контраста[1], но в силу физиологии восприятия цвета круг контрастных цветов немного отличается от круга дополнительных цветов. В части спектра пары дополнительных и контрастных цветов не совпадают. На свойстве цветового контраста основан также эффект хроматической стереоскопии, когда цветные объекты на фоне другого цвета кажутся наблюдателю расположенными ближе, что часто используется в полиграфии.

Свойство дополнительных цветов дополнять друг друга до ахроматического в восприятии зрителя используется при настройке отображения цвета мониторами (модели RGB, sRGB, adobeRGB). Наиболее точная цветовая модель — модель LAB, так, например, в операционных системах цвет записывается в системе LAB и при конверсии между программами и устройствами (принтерами, графическими картами, мониторами) цветовые характеристики переводятся в LAB, а затем исходя из цветового профиля устройства пересчитываются заново, например в sRGB. Поэтому на разных мониторах и разных устройствах печати цветовые круги выглядят по-разному. Чтобы синхронизировать цвет и видеть его идентично, недостатки цветопередачи устройств и красителей координируют тщательной настройкой всех цветовых профилей устройств и эталонами печатных и промышленных красок с помощью эталонной системы LAB.
В цветовом круге не представлены ахроматические цвета, в том числе чёрный цвет (см. также серая шкала).